# Scheurhaven
De Scheurhaven is een haven in de Rotterdamse Europoort aan het Calandkanaal. Deze ligt op de kop van de Noordzeeweg op de Landtong van Rozenburg tussen het Calandkanaal en de Nieuwe Waterweg. De haven wordt vooral gebruikt door sleepboten, maar ook door oliebestrijdingsvaartuigen van HEBO.
Vanaf de Scheurhaven was tot eind 2021 een veerverbinding voor voetgangers en tweewielers met Hoek van Holland en de Tweede Maasvlakte.